# C6H6N4O
化学式C6H6N4O（摩尔质量：149.15 g/mol）可以指：
- 甲基次黄嘌呤
  - 1-甲基次黄嘌呤，CAS号：1125-39-9 
  - 3-甲基次黄嘌呤，CAS号：1006-11-7 
  - 9-甲基次黄嘌呤，CAS号：875-31-0
- 7-羟基-5-甲基-1,3,4-三氮吲哚利嗪，CAS号：2503-56-2

|  | 这个同类索引页列出了具有相同分子式的化学物（即同分異構體）条目。 除非您是有意链接至本页，否则应将相应条目的内部链接指向正确的条目。 |